# Ngữ hệ Nam Á
Ngữ hệ Nam Á (tiếng Anh: Austroasiatic) là một ngữ hệ lớn ở Đông Nam Á lục địa, phân bố rải rác ở Ấn Độ, Bangladesh, Nepal và miền nam Trung Quốc, được nói bởi khoảng 117 triệu người. Trong những ngôn ngữ này, chỉ tiếng Việt, tiếng Khmer, và tiếng Môn có lịch sử ghi chép dài, và chỉ có tiếng Việt và tiếng Khmer hiện có địa vị chính thức cấp quốc gia (ở Việt Nam và Campuchia). Tại Myanmar, tiếng Wa là ngôn ngữ chính thức của Ngõa Bang (một nhà nước li khai). Tiếng Khasi, tiếng Santal và tiếng Ho là ngôn ngữ chính thức cấp bang tại Ấn Độ. Những ngôn ngữ còn lại đều là tiếng nói của các dân tộc thiểu số, không có địa vị chính thức.
Ethnologue xác định 168 ngôn ngữ Nam Á. Ngữ hệ Nam Á có 13 phân nhóm (cùng nhắm chừng cả tiếng Shompen, một ngôn ngữ mà hiểu biết về nó còn ít ỏi), mà về truyền thống được gộp vào hai nhóm lớn, Môn–Khmer và Munda. Tuy vậy, phân loại Diffloth (2005) đặt ra ba nhóm (Munda, Môn-Khmer hạt nhân và Khasi–Khơ Mú) trong khi vài phân loại khác loại bỏ hoàn toàn thuật ngữ "Môn-Khmer", đồng nhất nó với thuật ngữ "Nam Á".
Ngữ hệ Nam Á thường có phân bố đứt đoạn, bị chia tách bởi những ngữ hệ khác. Đây có vẻ là ngữ hệ bản địa của Đông Nam Á, sự hiện diện của ngôn ngữ Ấn-Arya, Tai–Kadai, Dravida, Nam Đảo, và Hán-Tạng là kết quả của những đợt di cư về sau.

## Từ nguyên
Thuật ngữ Austroasiatic lần đầu tiên được sử dụng bởi nhà ngôn ngữ học Wilhelm Schmidt (tiếng Đức: austroasiatisch) dựa trên từ auster trong tiếng Latin có nghĩa là "phía Nam"  (nhưng được ông sử dụng một cách riêng biệt để chỉ khu vực Đông Nam), và "Asia" có nghĩa là châu Á. Mặc dù tên gọi này theo nghĩa đen là "Nam Á", nhưng chỉ có ba nhánh của hệ thực sự được nói ở Nam Á: Khasi, Munda và Nicobar.

## Hình thái và ngữ âm
Về cấu trúc từ vựng, ngữ hệ Nam Á nổi bật với cấu trúc "âm tiết rưỡi", trong đó một từ có thể bao gồm một tiền âm tiết không nhấn, theo sau bằng một âm tiết hoàn chỉnh được nhấn. Về mặt tạo từ, hầu hết ngôn ngữ Nam Á có một số tiền tố phái sinh, nhiều tiếng có trung tố, song hậu tố hầu như vắng mặt trong mọi nhánh trừ Munda (và một ít trường hợp khác). Ngôn ngữ Nam Á cũng thường có hệ thống nguyên âm lớn, thường hay phân biệt giữa nguyên âm thường và nguyên âm hà hơi (lơi) hoặc giữa âm thường và âm khít thanh quản (căng). Tuy nhiên, một số ngôn ngữ Nam Á đã mất đi những đặc điểm trên qua việc phát sinh thêm nguyên âm đôi, hay, như trường hợp tiếng Việt, thanh điệu hóa. Tiếng Việt đã bị tiếng Trung Quốc ảnh hưởng nặng đến nỗi những đặc điểm Nam Á bị lu mờ, trong khi tiếng Khmer, dù ảnh hưởng bởi tiếng Phạn và Pali, vẫn duy trì đặc điểm ngôn ngữ Nam Á điển hình.

## Ngôn ngữ nguyên thủy
Nhiều công sức đã được đổ vào việc phục dựng ngôn ngữ Môn-Khmer nguyên thủy, trong đó nổi bật hơn cả là Mon–Khmer Comparative Dictionary (Từ điển so sánh Môn-Khmer) của Harry L. Shorto. Trái lại, nhóm Munda lại ít được chú trọng, do tài liệu về nhánh này còn ít.
Paul Sidwell (2005) phục dựng hệ thống phụ âm ngôn ngữ Môn-Khmer nguyên thủy như sau:
|      |           | Môi | Lợi    | Ngạc cứng | Ngạc mềm | Thanh hầu |
| ---- | --------- | --- | ------ | --------- | -------- | --------- |
| Tắc  | vô thanh  | *p  | *t     | *c        | *k       | *ʔ        |
| Tắc  | hữu thanh | *b  | *d     | *ɟ        | *ɡ       |           |
| Tắc  | hút       | *ɓ  | *ɗ     | *ʄ        |          |           |
| Mũi  | Mũi       | *m  | *n     | *ɲ        | *ŋ       |           |
| Chảy | Chảy      | *w  | *l, *r | *j        |          |           |
| Xát  | Xát       |     | *s     |           |          | *h        |

Phục dựng này hệt với phục dựng trước đó của Shorto, trừ việc có thêm âm *ʄ. *ʄ được lưu giữ trong ngữ chi Cơ Tu, một nhánh Sidwell cũng chuyên nghiên cứu. Sidwell (2011) đề xuất rằng nơi phát tích của hệ Nam Á là đâu đó ở trung lưu sông Mê Kông, nơi ngày nay các ngôn ngữ Cơ Tu và Ba Na "chiếm giữ", và rằng nó không cổ như giả thiết trước đó, mới hiện diện cách đây khoảng 4000 năm. Tuy nhiên, một nghiên cứu di truyền và ngôn ngữ năm 2015 về dân cư cổ đại miền Đông Á cho kết quả rằng nhiều khả năng ngữ hệ phát tích từ nơi ngày nay là Nam Trung Quốc, gần Trường Giang.

## Phân loại

Phân bố địa lý các nhánh hệ Nam Á hiện nay

### Diffloth (1974)
Phân loại ban đầu của nhà ngôn ngữ học Gérard Diffloth, hiện đã bị chính ông bác bỏ, được dùng bởi cuốn bách khoa toàn thư Encyclopædia Britannica và Ethnologue (lược bỏ nội nhóm Môn–Khmer Nam).
- Nam Á
  - Munda
    - Munda Bắc
      - Korku
      - Kherwari

    - Munda Nam
      - Kharia–Juang
      - Munda Koraput

  - Môn–Khmer
    - Môn–Khmer Đông
      - Khmer
      - Pear
      - Ba Na
      - Cơ Tu
      - Việt

    - Môn–Khmer Bắc
      - Khasi
      - Palaung
      - Khơ Mú

    - Môn–Khmer Nam
      - Môn
      - Asli
      - Nicobar

### Peiros (2004)
Phân loại của nhà ngôn ngữ học Peiros áp dụng phương pháp từ vựng thống kê, tức phân loại dựa trên phần trăm số từ vựng chung. Điều này có nghĩa là ngôn ngữ có thể "trông" xa biệt lẫn nhau hơn trên thực tế, và ngược lại, do sự tiếp xúc ngôn ngữ. Thực vậy, khi Sidwell (2009) nghiệm lại nghiên cứu của Peiros với các ngôn ngữ đầy đủ dữ liệu để xác định từ mượn, kết quả thu được khác với bên dưới.
- Nam Á
  - Nicobar
  - Munda–Khmer
    - Munda
    - Môn–Khmer
      - Khasi
      - Môn–Khmer hạt nhân 

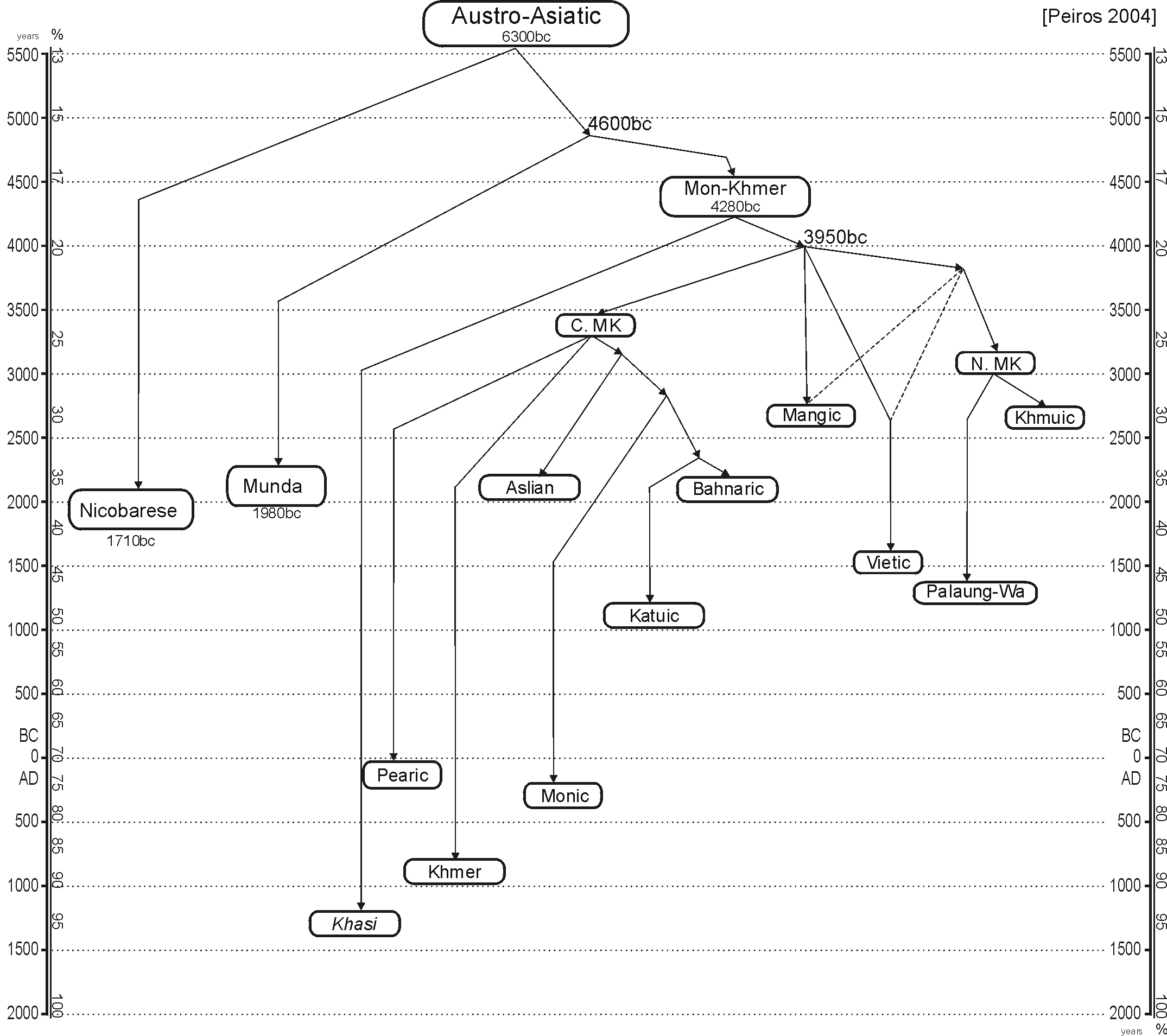

        - Pakan (tiếng Mảng + tiếng Bolyu) (có lẽ thuộc MK Bắc)
        - Việt (có lẽ thuộc MK Bắc)
        - Môn–Khmer Bắc
          - Palaung
          - Khơ Mú

        - Môn–Khmer Trung
          - Khmer
          - Pear
          - Asli-Bahnar
            - Asli
            - Môn–Bahnar
              - Môn
              - Cơ Tu–Ba Na
                - Cơ Tu
                - Ba Na

### Diffloth (2005)
Diffloth so sánh sự phục dựng của các nhánh khác nhau và cố gắng phân loại chúng dựa trên những đổi mới được chia sẻ, mặc dù giống như các phân loại khác, bằng chứng chưa được công bố. Sơ đồ được phân loại như sau:
|  | Remo   |
|  |        |
|  | Savara |
|  |        |

|  | Kharia–Juang                                       |
|  |                                                    |
|  | \| \| Korku \| \| \| \| \| \| Kherwari \| \| \| \| |
|  |                                                    |
|  | Korku                                              |
|  |                                                    |
|  | Kherwari                                           |
|  |                                                    |

|  | Korku    |
|  |          |
|  | Kherwari |
|  |          |

|  | Remo   |
|  |        |
|  | Savara |
|  |        |

|  | Kharia–Juang                                       |
|  |                                                    |
|  | \| \| Korku \| \| \| \| \| \| Kherwari \| \| \| \| |
|  |                                                    |
|  | Korku                                              |
|  |                                                    |
|  | Kherwari                                           |
|  |                                                    |

|  | Korku    |
|  |          |
|  | Kherwari |
|  |          |

|  | Khơ Mú                                            |
|  |                                                   |
|  | \| \| Pakan \| \| \| \| \| \| Palaung \| \| \| \| |
|  |                                                   |
|  | Pakan                                             |
|  |                                                   |
|  | Palaung                                           |
|  |                                                   |

|  | Pakan   |
|  |         |
|  | Palaung |
|  |         |

|  | Khơ Mú                                            |
|  |                                                   |
|  | \| \| Pakan \| \| \| \| \| \| Palaung \| \| \| \| |
|  |                                                   |
|  | Pakan                                             |
|  |                                                   |
|  | Palaung                                           |
|  |                                                   |

|  | Pakan   |
|  |         |
|  | Palaung |
|  |         |

|   | Việt  |
|   |       |
| ? | Cơ Tu |
|   | Cơ Tu |

|  | Ba Na                                          |
|  |                                                |
|  | \| \| Khmer \| \| \| \| \| \| Pear \| \| \| \| |
|  |                                                |
|  | Khmer                                          |
|  |                                                |
|  | Pear                                           |
|  |                                                |

|  | Khmer |
|  |       |
|  | Pear  |
|  |       |

|   | Việt  |
|   |       |
| ? | Cơ Tu |
|   | Cơ Tu |

|  | Ba Na                                          |
|  |                                                |
|  | \| \| Khmer \| \| \| \| \| \| Pear \| \| \| \| |
|  |                                                |
|  | Khmer                                          |
|  |                                                |
|  | Pear                                           |
|  |                                                |

|  | Khmer |
|  |       |
|  | Pear  |
|  |       |

|  | Nicobar                                      |
|  |                                              |
|  | \| \| Asli \| \| \| \| \| \| Môn \| \| \| \| |
|  |                                              |
|  | Asli                                         |
|  |                                              |
|  | Môn                                          |
|  |                                              |

|  | Asli |
|  |      |
|  | Môn  |
|  |      |

|   | Việt  |
|   |       |
| ? | Cơ Tu |
|   | Cơ Tu |

|  | Ba Na                                          |
|  |                                                |
|  | \| \| Khmer \| \| \| \| \| \| Pear \| \| \| \| |
|  |                                                |
|  | Khmer                                          |
|  |                                                |
|  | Pear                                           |
|  |                                                |

|  | Khmer |
|  |       |
|  | Pear  |
|  |       |

|   | Việt  |
|   |       |
| ? | Cơ Tu |
|   | Cơ Tu |

|  | Ba Na                                          |
|  |                                                |
|  | \| \| Khmer \| \| \| \| \| \| Pear \| \| \| \| |
|  |                                                |
|  | Khmer                                          |
|  |                                                |
|  | Pear                                           |
|  |                                                |

|  | Khmer |
|  |       |
|  | Pear  |
|  |       |

|  | Nicobar                                      |
|  |                                              |
|  | \| \| Asli \| \| \| \| \| \| Môn \| \| \| \| |
|  |                                              |
|  | Asli                                         |
|  |                                              |
|  | Môn                                          |
|  |                                              |

|  | Asli |
|  |      |
|  | Môn  |
|  |      |

|  | Remo   |
|  |        |
|  | Savara |
|  |        |

|  | Kharia–Juang                                       |
|  |                                                    |
|  | \| \| Korku \| \| \| \| \| \| Kherwari \| \| \| \| |
|  |                                                    |
|  | Korku                                              |
|  |                                                    |
|  | Kherwari                                           |
|  |                                                    |

|  | Korku    |
|  |          |
|  | Kherwari |
|  |          |

|  | Remo   |
|  |        |
|  | Savara |
|  |        |

|  | Kharia–Juang                                       |
|  |                                                    |
|  | \| \| Korku \| \| \| \| \| \| Kherwari \| \| \| \| |
|  |                                                    |
|  | Korku                                              |
|  |                                                    |
|  | Kherwari                                           |
|  |                                                    |

|  | Korku    |
|  |          |
|  | Kherwari |
|  |          |

|  | Khơ Mú                                            |
|  |                                                   |
|  | \| \| Pakan \| \| \| \| \| \| Palaung \| \| \| \| |
|  |                                                   |
|  | Pakan                                             |
|  |                                                   |
|  | Palaung                                           |
|  |                                                   |

|  | Pakan   |
|  |         |
|  | Palaung |
|  |         |

|  | Khơ Mú                                            |
|  |                                                   |
|  | \| \| Pakan \| \| \| \| \| \| Palaung \| \| \| \| |
|  |                                                   |
|  | Pakan                                             |
|  |                                                   |
|  | Palaung                                           |
|  |                                                   |

|  | Pakan   |
|  |         |
|  | Palaung |
|  |         |

|   | Việt  |
|   |       |
| ? | Cơ Tu |
|   | Cơ Tu |

|  | Ba Na                                          |
|  |                                                |
|  | \| \| Khmer \| \| \| \| \| \| Pear \| \| \| \| |
|  |                                                |
|  | Khmer                                          |
|  |                                                |
|  | Pear                                           |
|  |                                                |

|  | Khmer |
|  |       |
|  | Pear  |
|  |       |

|   | Việt  |
|   |       |
| ? | Cơ Tu |
|   | Cơ Tu |

|  | Ba Na                                          |
|  |                                                |
|  | \| \| Khmer \| \| \| \| \| \| Pear \| \| \| \| |
|  |                                                |
|  | Khmer                                          |
|  |                                                |
|  | Pear                                           |
|  |                                                |

|  | Khmer |
|  |       |
|  | Pear  |
|  |       |

|  | Nicobar                                      |
|  |                                              |
|  | \| \| Asli \| \| \| \| \| \| Môn \| \| \| \| |
|  |                                              |
|  | Asli                                         |
|  |                                              |
|  | Môn                                          |
|  |                                              |

|  | Asli |
|  |      |
|  | Môn  |
|  |      |

|   | Việt  |
|   |       |
| ? | Cơ Tu |
|   | Cơ Tu |

|  | Ba Na                                          |
|  |                                                |
|  | \| \| Khmer \| \| \| \| \| \| Pear \| \| \| \| |
|  |                                                |
|  | Khmer                                          |
|  |                                                |
|  | Pear                                           |
|  |                                                |

|  | Khmer |
|  |       |
|  | Pear  |
|  |       |

|   | Việt  |
|   |       |
| ? | Cơ Tu |
|   | Cơ Tu |

|  | Ba Na                                          |
|  |                                                |
|  | \| \| Khmer \| \| \| \| \| \| Pear \| \| \| \| |
|  |                                                |
|  | Khmer                                          |
|  |                                                |
|  | Pear                                           |
|  |                                                |

|  | Khmer |
|  |       |
|  | Pear  |
|  |       |

|  | Nicobar                                      |
|  |                                              |
|  | \| \| Asli \| \| \| \| \| \| Môn \| \| \| \| |
|  |                                              |
|  | Asli                                         |
|  |                                              |
|  | Môn                                          |
|  |                                              |

|  | Asli |
|  |      |
|  | Môn  |
|  |      |

Chi tiết:
- Nam Á
  - Munda (Ấn Độ)
    - Koraput: 7 ngôn ngữ
    - Munda lõi
      - Kharia–Juang: 2 ngôn ngữ
      - Munda Bắc
        - Korku
        - Kherwarian: 12 ngôn ngữ

  - Khasi-Khơ Mú (Môn–Khmer Bắc)
    - Khasi: 3 ngôn ngữ ở đông bắc Ấn Độ và khu vực lân cận ở Bangladesh
    - Palaung-Khơ Mú
      - Khơ Mú: 13 ở Lào và Thái Lan
      - Palaung-Pakan
        - Pakan or Palyu: 4 hoặc 5 ngôn ngữ ở phía nam Trung Quốc và Việt Nam
        - Palaung: 21 ngôn ngữ ở Myanmar, miền nam Trung Quốc và Thái Lan

  - Môn–Khmer lõi
    - Khmer-Việt (Môn–Khmer Đông)
      - Việt-Cơ Tu?[12]
        - Việt: 10 ngôn ngữ ở Việt Nam và Lào, bao gồm Tiếng Mường và tiếng Việt, 2 ngôn ngữ có nhiều người nói nhất
        - Cơ Tu: 19 ở Lào, Việt Nam và Campuchia

      - Khmer-Ba Na
        - Ba Na: 40 ngôn ngữ ở Việt Nam, Lào và Campuchia
        - Khmer
          - Khmer và các phương ngữ ở Campuchia, Thái Lan và Việt Nam
          - Pear: 6 ngôn ngữ ở Campuchia

    - Nicobar-Môn (Môn–Khmer Nam)
      - Nicobar: 6 ngôn ngữ quần đảo Nicobar, Ấn Độ.
      - Asli-Môn
        - Asli: 19 ngôn ngữ ở Malaysia và Thái Lan
        - Môn: 2 ngôn ngữ, tiếng Môn ở Myanmar và Nyah Kur ở Thái Lan

### Sidwell (2009-2015)

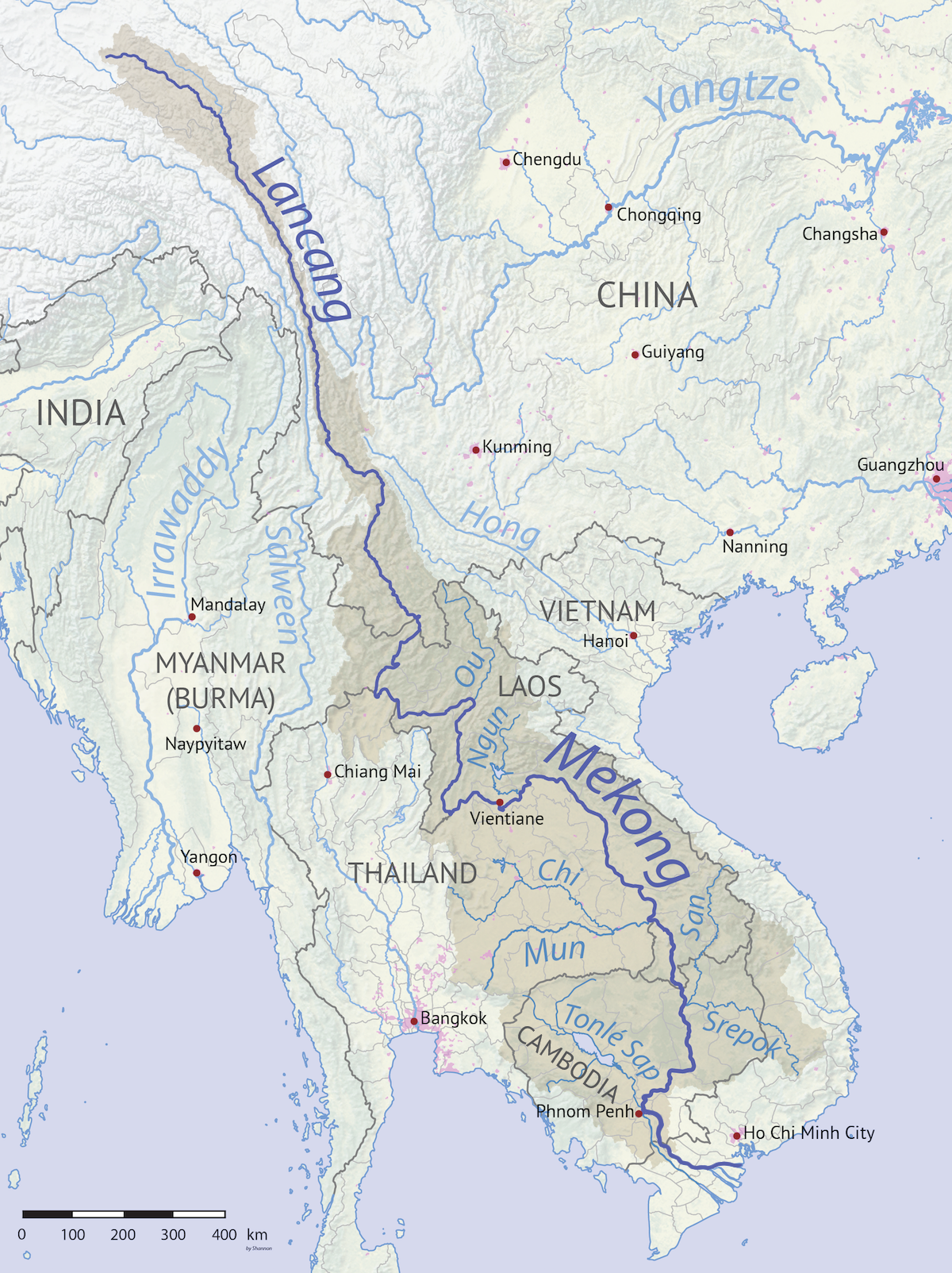
Paul Sidwell và Roger Blench đề xuất rằng ngữ hệ Nam Á lan rộng thông qua lưu vực sông Mê Kông.

So sánh thống kê từ vựng của nhà ngôn ngữ học Paul Sidwell đối với 36 ngôn ngữ (đã loại trừ các vay mượn), tìm thấy rất ít bằng chứng cho sự phân nhánh nội ngành, dù ông có tìm thấy một vùng tiếp xúc mạnh giữa nhánh Ba Na và Cơ Tu. Ngôn ngữ từ mọi nhánh (trừ hai nhánh xa xôi về mặt địa lý là Munda và Nicobar) càng gần địa lý với hai nhánh Ba Na và Cơ Tu thì càng thể hiện sự tương đồng với chúng mà không có bất kỳ đổi mới đáng chú ý nào phổ biến ở nhánh Ba Na và Cơ Tu.
Qua nghiên cứu này, Sidwell cho rằng 13 phân nhánh Nam Á nên được xếp cách đều nhau (về mặt di truyền). Sidwell & Blench (2011) cho rằng sự tồn tại nhóm Khasi–Palaung là khá khả thi, và nhiều khả năng nó gần gũi với ngữ chi Khơ Mú. Sidwell & Blench suy đoán rằng có lẽ ngữ chi Khasi là một nhánh tách ra sớm, rồi lan về phía tây, của ngữ chi Palaung. Sidwell & Blench (2011) cho rằng tiếng Shompen là nhánh thứ mười bốn, và rằng giả thuyết Việt-Cơ Tu đáng được đào sâu thêm.
|               | Munda                                             |
|               |                                                   |
| Khasi–Palaung | \| \| Khasi \| \| \| \| \| \| Palaung \| \| \| \| |
|               | \| \| Khasi \| \| \| \| \| \| Palaung \| \| \| \| |
|               | Khơ Mú                                            |
|               |                                                   |
|               | Pakan (Mảng)                                      |
|               |                                                   |
|               | Việt                                              |
|               |                                                   |
|               | Cơ Tu                                             |
|               |                                                   |
|               | Ba Na                                             |
|               |                                                   |
|               | Khmer                                             |
|               |                                                   |
|               | Pear                                              |
|               |                                                   |
|               | Môn                                               |
|               |                                                   |
|               | Asli                                              |
|               |                                                   |
|               | Nicobar                                           |
|               |                                                   |
|               | ?Shompen                                          |
|               |                                                   |
|               | Khasi                                             |
|               |                                                   |
|               | Palaung                                           |
|               |                                                   |

|  | Khasi   |
|  |         |
|  | Palaung |
|  |         |

Một phân tích phát sinh ngôn ngữ tính toán sau này của Sidwell (2015b) chỉ ra rằng các phân nhánh Nam Á có cấu trúc giống hình cây hơn là hình cái cào như ở trên, thể hiện sự phân chia đông-tây (bao gồm Munda, Khasic, Palaungic và Khmuic gộp thành nhóm phía tây và các nhánh còn lại cấu thành nhóm phía đông) diễn ra cách đây tầm 7.000 năm BP (before present, trước hiện tại). Tuy nhiên, ông vẫn coi sự tách thành các nhánh phụ chưa rõ ràng.
Tích hợp thêm các cứ liệu khảo cổ bấy giờ, Paul Sidwell (2015c) tiếp tục đào sâu giả thuyết ven sông Mekong do ông đề xướng, cho rằng hệ Nam Á tràn xuống Đông Dương từ khu vực Lĩnh Nam miền nam Trung Quốc, với sự phân tán ven sông Mekong tiếp đó diễn ra sau khi các nông dân thời kỳ đồ đá mới tiến vào trước từ nam Trung Quốc.
Sidwell (2015c) suy đoán rằng hệ Nam Á có lẽ bắt đầu tách ra vào khoảng 5.000 năm BP, cùng thời kỳ cách mạng đồ đá mới đang diễn ra ở Đông Nam Á đất liền, và tất cả các nhánh chính của hệ Nam Á đã hình thành vào 4.000 năm BP. Hệ Nam Á có hai tuyến phân tán khả thi nếu bắt đầu từ ngoại vi phía tây của lưu vực sông Châu Giang thuộc Lĩnh Nam; một là, men theo đường bờ biển xuống Việt Nam hoặc hai là, xuôi dòng Mekong qua Vân Nam. Vốn từ phục dựng của tiếng Proto-Nam Á và cứ liệu khảo cổ học đã chứng minh rằng cộng đồng nói tiếng Nam Á vào khoảng 4.000 năm BP biết trồng lúa và kê, chăn nuôi gia súc như chó, lợn và gà, đồng thời sinh sống chủ yếu ở vùng cửa sông hơn là vùng ven biển.
Vào 4.500 năm BP, "đồ đá mới" bất ngờ thâm nhập vào Đông Dương từ khu vực Lĩnh Nam không có ngũ cốc và thay thế các nền văn hóa săn bắn hái lượm tiền kỳ đồ đá mới. Vỏ ngũ cốc được tìm thấy ở miền Bắc Đông Dương có niên đại 4.100 năm BP và ở miền nam Đông Dương có niên đại 3.800 năm BP. Tuy nhiên, Sidwell (2015c) phát hiện ra rằng tiếng Proto-Nam Á không có từ ngữ cho "sắt", từng nhánh Nam Á đều có từ riêng cho sắt mà được vay mượn từ các ngôn ngữ khác như là Thái, Trung, Tây Tạng, Mã Lai và nhiều ngôn ngữ khác.
Trong thời kỳ đồ sắt 2.500 năm BP, các nhánh Nam Á tương đối non trẻ ở Đông Dương như Vietic, Cơ Tu, Pearic và Khmer đã được hình thành, trong khi nhánh Ba Na đa dạng hơn (có niên đại khoảng 3.000 BP) trải qua quá trình đa dạng hóa nội bộ sâu rộng hơn. Tới thời kỳ đồ sắt, tất cả các nhánh Nam Á hầu như đã định cư ở các vùng giống với ngày nay và sự đa dạng của Nam Á cũng đã phát sinh trong thời kỳ này.
Paul Sidwell (2018) cho rằng hệ Nam Á nhanh chóng đa dạng hóa vào 4.000 năm BP khi lúa nước được du nhập vào Đông Dương, thêm vào rằng tiếng Proto-Nam Á chắc chắn cổ hơn thế. Từ vựng của Proto-Nam Á có thể được chia thành lớp từ sớm và lớp từ muộn. Lớp từ sớm bao gồm các từ cơ bản để chỉ bộ phận cơ thể, tên động vật, địa lý tự nhiên và các đại từ, còn vốn từ chỉ các vật phẩm văn hóa (nông nghiệp và các hiện vật văn hóa) thuộc lớp muộn hơn.
Roger Blench (2017) chỉ ra rằng các từ vựng về các kỹ thuật liên quan đến nước (chẳng hạn như thuyền, đường thủy, hệ động vật sông và kỹ thuật đánh bắt cá) xuất hiện trong tiếng Proto-Nam Á. Blench (2017) tìm ra nhiều từ chung gốc Nam Á cho 'sông, thung lũng', 'thuyền', 'cá', 'cá da trơn', 'lươn', 'tôm', 'tép' (Trung Nam Á), 'cua', 'đồi mồi' , 'rùa', 'rái cá' ,'cá sấu' , 'diệc, chim câu' và 'bẫy cá'. Bằng chứng khảo cổ về nền nông nghiệp ở bắc Đông Dương (Bắc Bộ, Lào và các khu vực lân cận) chỉ mới xuất hiện từ 4.000 năm trước (2.000 TCN), được du nhập từ phía bắc xa hơn ở thung lũng sông Dương Tử, nơi nông nghiệp đã có niên đại tầm 6.000 BP.
Sidwell (2022) đề xuất rằng vị trí của Proto-Nam Á nằm ở khu vực Đồng bằng sông Hồng khoảng 4.000-4.500 năm trước, thay vì Trung lưu sông Mê Kông như ông đã đề xuất trước đó. Hệ Nam Á phân tán qua các tuyến đường biển ven biển và ngược dòng qua các thung lũng sông. Nhóm Khơ Mú, Palaung và Khasi là kết quả của sự phân tán về phía tây xuất phát từ thung lũng sông Hồng. Dựa trên sự phân bố hiện tại của chúng, khoảng một nửa số nhánh trong hệ (bao gồm cả nhóm Nicobar và Munda) có thể được truy nguyên từ sự phân tán ven biển.

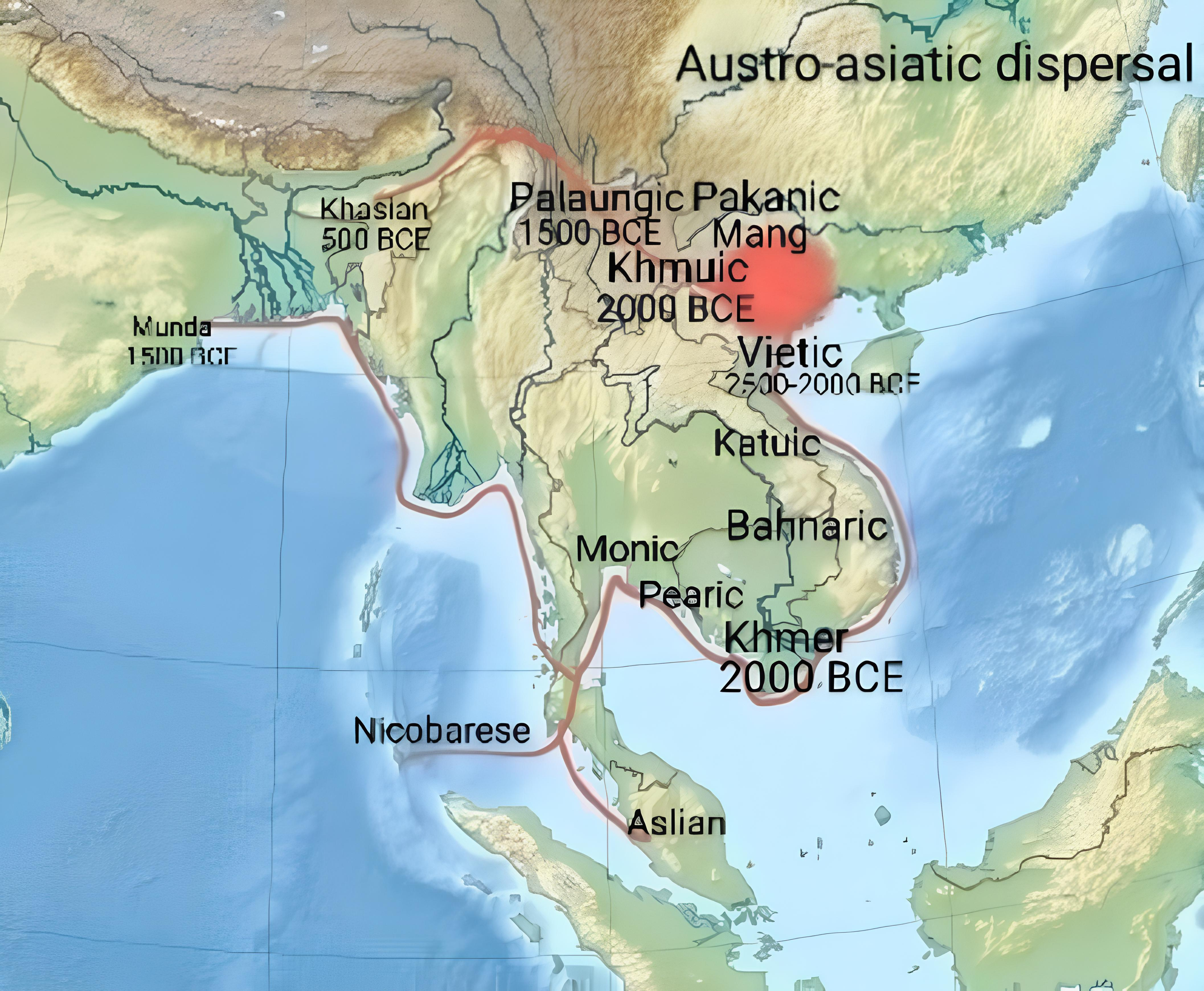
Bản đồ phân nhánh của ngữ hệ Nam Á dựa trên đề xuất của Paul Sidwell(2022)

Điều này chỉ ra sự phân tán dọc theo các con sông của hệ Nam Á tương đối muộn so với hệ  Hán-Tạng, có nền văn hóa khác biệt không dựa vào sông nước. Bên cạnh việc sống một lối sống dựa vào sông nước, những người nói ngôn ngữ Nam Á cổ ban đầu có lẽ cũng đã tiếp cận được với các loại gia súc, cây trồng và các loại phương tiện đường thủy mới hơn. Khi những người nói ngôn ngữ Nam Á cổ phân tán chóng qua các tuyến đường thủy, họ có thể đã chạm trán với những người nói các ngữ hệ cổ xưa hơn đã định cư trong khu vực trước đó, chẳng hạn như hệ Hán-Tạng.

### Sidwell (2018)
Sidwell (2018) (trích dẫn bởi Sidwell 2021) đưa ra phân loại kiểu lồng ghép dựa trên phân tích phát sinh ngôn ngữ tính toán bằng việc sử dụng danh sách 200 từ. Nhiều nhóm tạm thời có khả năng có các mối liên kết. Nhóm Pakan và Shompen không được thêm vào phân loại này.
|            | Bahnar                                         |
|            |                                                |
| Việt‑Cơ Tu | \| \| Việt \| \| \| \| \| \| Cơ Tu \| \| \| \| |
|            | \| \| Việt \| \| \| \| \| \| Cơ Tu \| \| \| \| |
|            | Việt                                           |
|            |                                                |
|            | Cơ Tu                                          |
|            |                                                |

|  | Việt  |
|  |       |
|  | Cơ Tu |
|  |       |

|  | Khmer |
|  |       |
|  | Pear  |
|  |       |

|            | Bahnar                                         |
|            |                                                |
| Việt‑Cơ Tu | \| \| Việt \| \| \| \| \| \| Cơ Tu \| \| \| \| |
|            | \| \| Việt \| \| \| \| \| \| Cơ Tu \| \| \| \| |
|            | Việt                                           |
|            |                                                |
|            | Cơ Tu                                          |
|            |                                                |

|  | Việt  |
|  |       |
|  | Cơ Tu |
|  |       |

|  | Khmer |
|  |       |
|  | Pear  |
|  |       |

|               | Khơ Mú                                            |
|               |                                                   |
| Khasi–Palaung | \| \| Khasi \| \| \| \| \| \| Palaung \| \| \| \| |
|               | \| \| Khasi \| \| \| \| \| \| Palaung \| \| \| \| |
|               | Khasi                                             |
|               |                                                   |
|               | Palaung                                           |
|               |                                                   |

|  | Khasi   |
|  |         |
|  | Palaung |
|  |         |

|  | Nicobar |
|  |         |
|  | Asli    |
|  |         |

|            | Bahnar                                         |
|            |                                                |
| Việt‑Cơ Tu | \| \| Việt \| \| \| \| \| \| Cơ Tu \| \| \| \| |
|            | \| \| Việt \| \| \| \| \| \| Cơ Tu \| \| \| \| |
|            | Việt                                           |
|            |                                                |
|            | Cơ Tu                                          |
|            |                                                |

|  | Việt  |
|  |       |
|  | Cơ Tu |
|  |       |

|  | Khmer |
|  |       |
|  | Pear  |
|  |       |

|            | Bahnar                                         |
|            |                                                |
| Việt‑Cơ Tu | \| \| Việt \| \| \| \| \| \| Cơ Tu \| \| \| \| |
|            | \| \| Việt \| \| \| \| \| \| Cơ Tu \| \| \| \| |
|            | Việt                                           |
|            |                                                |
|            | Cơ Tu                                          |
|            |                                                |

|  | Việt  |
|  |       |
|  | Cơ Tu |
|  |       |

|  | Khmer |
|  |       |
|  | Pear  |
|  |       |

|               | Khơ Mú                                            |
|               |                                                   |
| Khasi–Palaung | \| \| Khasi \| \| \| \| \| \| Palaung \| \| \| \| |
|               | \| \| Khasi \| \| \| \| \| \| Palaung \| \| \| \| |
|               | Khasi                                             |
|               |                                                   |
|               | Palaung                                           |
|               |                                                   |

|  | Khasi   |
|  |         |
|  | Palaung |
|  |         |

|  | Nicobar |
|  |         |
|  | Asli    |
|  |         |

### Các nhánh đã tuyệt chủng
Roger Blench (2009) đề xuất rằng có thể có các nhánh chính khác của ngữ hệ Nam Á hiện đã tuyệt chủng, dựa trên bằng chứng lớp nền(substratum) trong các ngôn ngữ hiện đại.
- Nhóm tiền Chăm  (nhóm ngôn ngữ của vùng ven biển Việt Nam trước khi những người nhóm Chăm di cư đến). Nhóm Chăm có nhiều từ mượn của ngữ hệ Nam Á mà không thể truy nguyên rõ ràng đến các nhánh Nam Á hiện tại (Sidwell 2006, 2007).[22][23] Larish (1999)[24] cũng lưu ý rằng Nhóm Moklen chứa nhiều từ mượn của hệ Nam Á, một số trong đó tương tự như các từ được tìm thấy trong nhóm Chăm.
- Tiếng Aceh (Sidwell 2006).[22] Tiếng Aceh có nhiều từ cơ bản có nguồn gốc từ ngữ Nam Á, cho thấy rằng hoặc là những người thuộc hệ Nam Đảo đã đồng hóa những cư dân Nam Á trước đó ở miền bắc Sumatra, hoặc các từ có thể đã được vay mượn từ một nhóm Nam Á ở miền nam Việt Nam - hoặc có lẽ là sự kết hợp của cả hai. Sidwell (2006) lập luận rằng tiếng Aceh và Chăm thường mượn các từ ngữ Nam Á độc lập với nhau, trong khi một số từ ngữ Nam Á có thể bắt nguồn từ tiếng Aceh-Chăm nguyên thủy. Sidwell (2006) đồng ý rằng tiếng Aceh và tiếng Chamic có liên quan tới nhau, nhưng chúng đã tách biệt với nhau trước khi tiếng Chăm vay mượn hầu hết từ vựng Nam Á.
- Nhóm lớp nền Borneo (Blench 2010).[25] Blench đã trích dẫn các từ ngữ có nguồn gốc Nam Á trong các nhánh Borneo hiện đại như tiếng Dayak trên đất liền (Bidayuh, Dayak Bakatiq, etc.), Dusun (Dusun Trung, Visayan, etc.), Kayan, và Kenyah, đặc biệt lưu ý đến sự giống nhau với nhóm Asli. Blench cũng trích dẫn bằng chứng dân tộc học như các nhạc cụ ở Borneo có chung tương đồng với các nhạc cụ của hệ Nam Á ở Đông Nam Á lục địa. Adelaar (1995)[26] cũng nhận thấy sự tương đồng về mặt ngữ âm và từ vựng giữa hai nhóm Dayak đất liền and Asli. Kaufman (2018) trình bày hàng chục phép so sánh từ vựng cho thấy sự tương đồng giữa nhóm Borneo và hệ Nam Á.[27]
- Tiếng Lepcha ("Róng").[28] Nhiều từ có nguồn gốc Nam Á đã được phát hiện trong tiếng Lepcha, cho thấy một lớp nền Hán-Tạng chồng lên lớp nền Nam Á. Blench (2013) đặt tên cho nhánh này là "Rongic" dựa trên từ Róng của tiếng Lepcha.

Các ngôn ngữ khác có lớp nền Nam Á được đề xuất:
- Tiếng Jiamao. Dựa trên bằng chứng từ hệ thống ngữ vực của tiếng Jiamao, một ngôn ngữ của nhóm Hlai (Thurgood 1992).[29] Tiếng Jiamao được cho là có vốn từ vựng rất khác thường so với các ngôn ngữ Hlai khác.
- Tiếng Kerinci: van Reijn (1974)[30] chú thích rằng tiếng Kerinci, một ngôn ngữ thuộc nhóm Mã Lai ở miền trung Sumatra, có nhiều điểm tương đồng về mặt ngữ âm với các ngôn ngữ Nam Á, chẳng hạn như cấu trúc âm vị cận âm tiết và nguyên âm.

John Peterson (2017) cho rằng nhóm ngôn ngữ "tiền Munda" (nhóm ngôn ngữ cổ có liên quan đến Proto-Munda) có thể đã từng thống trị Đồng bằng Ấn-Hằng ở phía đông, và sau đó bị Nhóm Ấn-Arya hấp thụ vào thời điểm nhóm Ấn-Arya lan rộng về phía đông. Peterson lưu ý rằng nhóm Ấn-Arya ở phía đông thể hiện nhiều đặc điểm hình thái cú pháp tương tự như nhóm Munda, trong khi nhóm Ấn-Arya ở phía tây thì không.

## Hệ thống chữ viết
Ngoài các bảng chữ cái dựa trên chữ Latin, nhiều ngôn ngữ thuộc ngữ hệ Nam Á (Austroasiatic) được viết bằng các bảng chữ cái Khmer, Thái, Lào, and Miến Điện. Tiếng Việt từng có một hệ chữ viết bản địa dựa trên chữ tượng hình Hán. Tuy nhiên, hệ chữ này đã được thay thế bằng bảng chữ cái Latin vào thế kỷ 20. Dưới đây là các ví dụ về những bảng chữ cái đã từng hoặc đang được sử dụng cho các ngôn ngữ hệ Nam Á.
- Chữ Nôm[32]
- Chữ Khmer[33]
- Chữ Khom (được sử dụng trong một thời gian ngắn vào đầu thế kỷ 20 bởi các ngôn ngữ bản địa ở Lào)
- Chữ Môn cổ
- Chữ Môn
- Chữ Pahawh Hmong từng được sử dụng để viết  Tiếng Khơ Mú, Dưới cái tên "Pahawh Khơ Mú"
- Chữ Tai Le (Palaung, Blang)
- Chữ Tai Tham (Blang)
- Chữ Ol Chiki (Chữ Santal)[34]
- Mundari Bani (Chữ Mundari)
- Warang Citi (Chữ Ho)[35]
- Ol Onal (Chữ Bhumij )
- Chữ Sorang Sompeng (Chữ Sora)[36]

## Các mối liên quan ngoài

### Đại ngữ hệ Austric
Ngữ hệ Nam Á là một phần không thể tách rời của giả thuyết Austric đầy tranh cãi, giả thuyết này cũng bao gồm hệ Nam Đảo, và trong một số đề xuất còn bao gồm cả hệ Tai-Kadai và hệ Hmông-Miền.

### Hmông-Miền
Có một số điểm tương đồng về từ vựng giữa hai ngữ hệ Hmông–Miền và Nam Á (Ratliff 2010), một số trong số đó đã được đề xuất trước đó bởi Haudricourt (1951). Điều này có thể cho thấy có mối quan hệ hoặc sự tiếp xúc ngôn ngữ ban đầu dọc theo sông Dương Tử.
Theo Cai và cộng sự (2011), Hmông–Miền có quan hệ di truyền với những người hệ Nam Á, và ngôn ngữ của họ chịu ảnh hưởng mạnh từ Hán Tạng, đặc biệt là nhánh Tạng-Miến.

### Nhóm ngôn ngữ Ấn-Arya
Người ta cho rằng hệ Nam Á có một số ảnh hưởng đến nhóm Ấn-Arya bao gồm tiếng Phạn và các ngôn ngữ Ấn-Arya Trung. Nhà ngôn ngữ học Ấn Độ Suniti Kumar Chatterji chỉ ra rằng một số lượng nhất định danh từ trong các ngôn ngữ Hindi, Punjab, Bengal được mượn từ tiếng Munda.  Ngoài ra, nhà ngôn ngữ học người Pháp Jean Przyluski gợi ý rằng có sự tương đồng giữa các truyền thuyết của khu vực Nam Á, thần thoại Matsyagandha (Satyavati từ Mahabharata) và Nāgas.

## Sự di cư và khảo cổ di truyền học
Mitsuru Sakitani gợi ý rằng nhóm đơn bội O1b1, phổ biến ở người hệ Nam Á và một số nhóm dân tộc khác ở Hoa Nam, và nhóm đơn bội O1b2, phổ biến ở người Nhật và Triều Tiên, những người mang nền nông nghiệp lúa gạo sớm từ vùng Hoa Nam. Một nghiên cứu khác gợi ý rằng nhóm đơn bội O1b1 là dòng huyết thống nam chính của người hệ Nam Á và nhóm đơn bội O1b2 là dòng huyết thống "para-Nam Á" của người Triều Tiên và Yayoi.

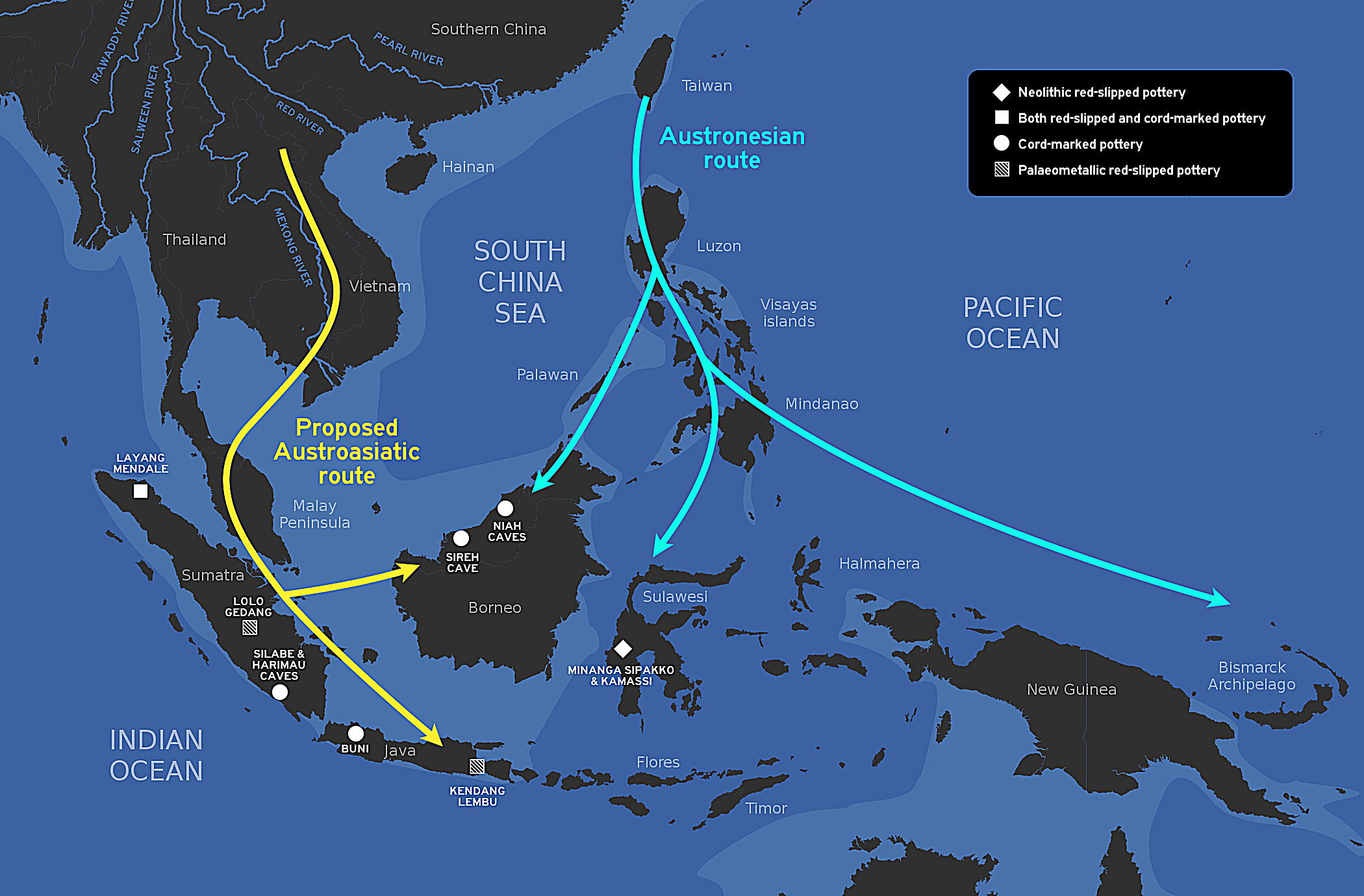
Con đường di cư của người Nam Á bắt đầu sớm hơn người Nam Đảo, nhưng các cuộc di cư sau đó của người Nam Đảo dẫn đến sự đồng hóa các nhóm người Nam Á tiền-Nam Đảo.

Một nghiên cứu toàn diện về gen của Lipson và cộng sự (2018) đã xác định một dòng huyết thống đặc trưng có thể liên quan đến sự lan toả của các ngôn ngữ hệ Nam Á ở Đông Nam Á, và có thể được truy tìm từ các di chỉ của những nông dân thời kỳ đồ đá mới ở Mán Bạc (k. 2000 TCN), Đồng bằng sông Hồng miền Bắc Việt Nam, và các di chỉ liên quan như Ban Chiang and Vat Komnou ở  Thái Lan và Campuchia. Dòng huyết thống Nam Á này có thể được mô hình hóa như một nhóm chị em với người Nam Đảo với sự pha trộn gen đáng kể (khoảng 30%) từ một nguồn gốc Đông Á-Âu phân nhánh sâu sắc(theo mô hình của các tác giả, có sự chia sẻ một số trôi dạt di truyền với người Onge, một nhóm người Andaman hiện đại) và là tổ tiên của các nhóm nói hệ Nam Á hiện đại ở Đông Nam Á như người Mlabri và người Nicobar, và một phần là tổ tiên của các nhóm nói nhóm ngôn ngữ Munda thuộc ngữ hệ Nam Á ở Nam Á (ví dụ như người Juang). Mật độ huyết thống Nam Á cũng được tìm thấy đáng kể trong các nhóm nói hệ Nam Đảo ở Sumatra, Java, và Borneo.
Một nghiên cứu năm 2020 cho biết rằng các nhóm người thuộc hệ Nam Á ở lục địa Đông Nam Á có thể được mô hình hóa như là sự pha trộn giữa những người săn bắt hái lượm Hòa Bình và người Đông Á cổ đại liên quan đến sự mở rộng nền nông nghiệp thời kỳ đồ đá mới, ngoại trừ người Kinh và người Mường, những người chia sẻ nhiều đặc điểm di truyền hơn với các nhóm Tai-Kadai và Hmông–Miền. Người Kinh và Mường cũng có liên hệ nhiều hơn với văn hoá Đông Sơn được cho là có nguồn gốc từ miền Nam Trung Quốc thay vì Đông Nam Á. Các nhóm Nam Á ở miền Nam Trung Quốc (chẳng hạn như người Wa and người Blang ở Vân Nam) phần lớn có cùng tổ tiên với nhóm nông dân thời kỳ đồ đá mới từ lục địa Đông Nam Á, nhưng cũng có sự trao đổi di truyền từ các nhóm Đông Á phía bắc và phía nam có thể liên quan đến sự lan rộng của các ngôn ngữ Tạng-Miến and Tai-Kadai tương ứng.
Huang và cộng sự (2020) cho rằng tổ tiên của người Nam Á rất có thể bắt nguồn từ khu vực tây nam Trung Quốc, và rằng nhóm 'Nam Á cốt lõi' có phần lớn tổ tiên xuất phát từ người thời kỳ đồ đá mới vùng sông Mekong (58,0%–75,2%) thay vì người thời kỳ đồ đá mới muộn ở Phúc Kiến, vốn phổ biến hơn ở nhóm 'Nam Đảo cốt lõi'. Tổ tiên liên quan đến người Nam Á được phân bố rộng rãi ở lục địa Đông Nam Á. Các nhóm Hmông–Miền ở miền Nam Trung Quốc cũng thể hiện sự gần gũi hơn với các nhóm Nam Á, nhưng có bằng chứng về sự pha trộn di truyền với nhóm Tai-Kadai, và sự pha trộn này tăng dần ở những nhóm sống xa hơn về phía đông. Sự pha trộn này cũng xuất hiện ở người Đông Nam Á lục địa.

### Di cư tới Ấn Độ
Theo Chaubey và cộng sự, 'những người nói hệ Nam Á ở Ấn Độ ngày nay có nguồn gốc từ sự di cư từ Đông Nam Á, sau đó là quá trình pha trộn di truyền theo giới tính khá mạnh với các nhóm người bản địa tại Ấn Độ." Theo Riccio và cộng sự, người Munda có khả năng là hậu duệ của những người di cư nói hệ Nam Á từ Đông Nam Á.